# Abuy Nfubea
Abuy Nfubea es un periodista, analista político, escritor, editor, conferenciante y activista panafricanista, de origen Ecuatoguineano. Es presidente de la Federación Panafricana de Comunidades Negras de España, y cofundador de organizaciones como la sección española del Nuevo Partido Panteras Negras, FOJA y la IV Internacional Garveyista Cimarrón. En 2008 recibe un doctorado honoris causa por la Universidad Indígena Tawansinsuyo en La Paz, Bolivia, por su gran lucha contra el racismo.Premio Martin lUther king por los Derechos humanos en 2011. Miembro del patronato de la Fundación Vida Grupo Ecológico Verde, la primera y única fundación creada por los propios negros en España.
Uno de los máximos exponentes del panafricanismo en España. Es colaborador habitual en medios de radio y televisión de habla hispana además de escribir artículos. Es director de Uhuru África TV y ha sido redactor jefe y director de múltiples medios de comunicación desde 1989 cuando creó la revista Afrotown, el primer medio dirigido a jóvenes negros en España.

## Activismo
Abuy comienza su activismo político siendo rapero - breack dance  y estudiante a finales de los años 80 en España, influenciado por las enseñanzas y el activismo político del movimiento Free Mandela y de  prominentes figuras negras como el Dr. Alfonso Arcelín, Marcelino Bondjale, Lamin Sagne, Irene Yamba Malcolm X, el Dr. Akinyele Umoja, Mumia Abu Jamal, Lester Lewis, Omali Yehsitela, Winnie Mandela y el Movimiento hip-hop.
En 1988 en un clima de impunidad del terrorismo racistas que asesinó a Lucrecia, Ndombe, Murab etc convoco a la unificación de las principales hermanadas de Madrid (Simplemente Hermanos, los Coluros, Radical Black Power, BRA etc..  ) fundando en la Universidad Laboral de Alcalá la sección Española del New Black Panther Party y la FOJAH frente organizado de juventudes afrohispanas en 1988. En 1995 encabezó la delegación española en la 'Marcha del Millón de Hombres' en Washington convocada por el líder de la Nación del Islam NOI Honorable Luis Farrakhan. Ese mismo año fue miembro del comité organizador del Congreso del Partido Panteras Negras del Estado Español, 'La llamada final' en el teatro Rafael Alberti Alcalá de Henares. En 1998 participó como organizador A Million Youth March congreso mundial de la juventud negra en Harlem NY a invitación del Dr. Khallid A. Mohammed .Junto a CECRA Coalición española contra el racismo, participó en la conferencia mundial Contra el racismo de Durban Sudáfrica 2001. En 2003 convocó en el colegio mayor Ntra. Sra. de África UCM a más de 67 asociaciones negras encabezadas por el intelectual y profesor Hourance Campbell, creando así la Federación Panafricanista de España 
Tras la masacre de los mineros de Marikana, en Sudáfrica en  2012, Abuy encabezó una rebelión dentro de la III Internacional en Trípoli Libia, apoyado por jóvenes dirigentes panafricanistas como Julius Malema, Mbolo Etofili, Tcham Bissa, Lio Nzumbi, Affiong L Affiong, Hamilton Borges, Mady Ba Cisse, Lamin Sagna, Lourdes Antuan, Esther Ekwa Stanford, para impulsar la IV Internacional panafricanista, Garveyista Cimarrón Rastafri Womanist una corriente mundial panafricanista del mundo hispano, cuya coordinadora general es la afroargentina Letizia Rodríguez 
Es un defensor histórico de las reparaciones africanas. Fue impulsor de la campaña "monumento al Dr. Alfonso Arcelin" y de la 'PNL2010', una proposición no de ley aprobada el 17 de febrero de 2010, que insta al Estado español a llevar a cabo políticas de acción afirmativa con los negros durante siglos de esclavitud. Colonialismo, apartheid e inmigración 17 de febrero de 2010. Un año después, dicha fecha quedó registrada en el Ministerio de Cultura como el día nacional del pueblo afroespañol o comunidad negra.

## Periodismo
Abuy Nfubea ha sido editor, colaborador e impulsor  de múltiples medios de comunicación afro en lengua española, entre ellos: Afrotown (1989), Culturas Africanas (2004-2008), gea (1995-1998) Africa News (2007-2010), Omowale (2000), African Business Guide (2003) In Action (1997-2001). Fue  redactor de Wanafrica, el único periódico africano en España. Desde 2003 es corresponsal de la Agencia Panafricana de Prensa, Black Power Media  y miembro del Club Internacional de Prensa.Tras el asesinato de Lucrecia Perez impulsó Radio voz de Africa (1992-2000)
Es colaborador habitual en medios de radio y televisión, además de escribir artículos colabora en medios como Tele K, Radio Nacional de Venezuela, Intereconomía gato al agua, Distrito tv , tv3, El salto, Tele Sur, Interviú, Onda Madrid, Cadena Ser Hora 25, RNE, RTVE, Jean Afrique, África Lusófona, BBC, Radio Voice of Africa, Black News, Afrique Novell, Soweto entre otros. En 2005 junto a Mbolo Etofili Luis Alarcón impulsó la ley 2005-2008DE Cooperación al desarrollo con pueblos negro afrodescendientes. 2014 Abuy Nfubea fundó Uhuru Afrika tv  canal mundial promotor en Iberoamérica del panafricanismo, afro-hispanidad y la Negritud en castellano que emite en el 39 y 28 TTD de Madrid y Barcelona y en YouTube internet. Gracias a Abuy Nfubea, no solo ha crecido la conciencia africana y afrocentrada de las comunidades africanas (negras) de Latinoamérica, Chocó-Colombia, Bahía- Brasil, Los Yungas-Bolivia, Argentina, Uruguay, Guinea Ecuatorial  etc. sino que hoy son mundialmente conocidas   
En 2008 junto a José Javier Monroy creó la editorial independiente Panafricana, comprometida a descubrir y visibilizar el genio literario de los autores afrodescendientes. De este proyecto han surgido diferentes autores, como la afrocolombiana Laura Victoria Valencia, el afrocubano Rigoberto Cairo o la ecuatoguineana Almudena Rico Rico. En ese contexto Abuy creó el circulo de intelectuales negros de España y siendo Rigoberto Cairo su primer presidente. Dos años después reunió a los más veteranos líderes negros en un almuerzo en un céntrico hotel de Madrid y fundaron el Parlamento Negro de España que eligió al Dr. Marcelino Bondjale Oko como presidente.